# Mölle
Mölle is een plaats in de gemeente Höganäs in Skåne, de zuidelijkste provincie van Zweden. De plaats heeft een inwoneraantal van 725 (2005) en een oppervlakte van 75 hectare. Het dorp ligt op een schiereiland direct aan het Kattegat en is geheel omsloten door het nationaal park Kullaberg.

## Verkeer en vervoer

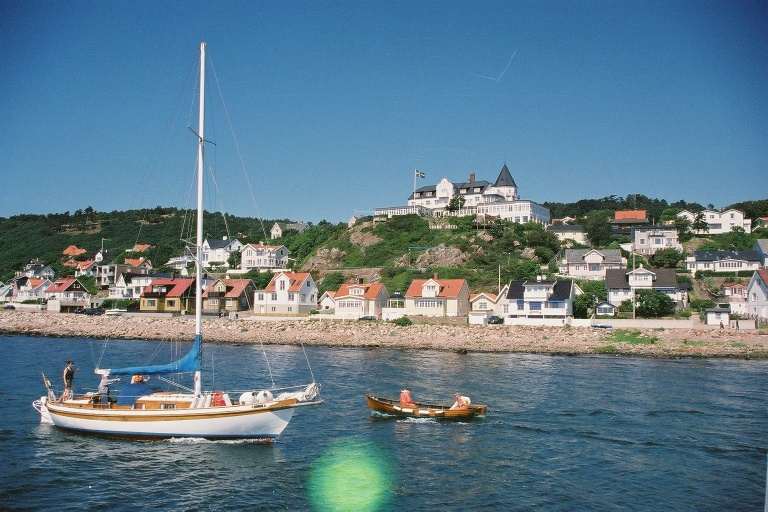
Mölle

Bij de plaats loopt de Länsväg 111.
Höganäs · Viken · Jonstorp · Mölle · Arild · Mjöhult · Ingelsträde